# Psilonychus pilosicollis
Psilonychus pilosicollis är en skalbaggsart som beskrevs av Karl Henrik Boheman 1857. Psilonychus pilosicollis ingår i släktet Psilonychus och familjen Melolonthidae. Inga underarter finns listade i Catalogue of Life.